# مأمون الإسلام
مأمون الإسلام (12 ديسمبر 1988 بشيتاغونغ في بنغلاديش - ) (بالبنغالية: মামুনুল ইসলাম) هو لاعب كرة قدم بنغلاديشي في مركز قلب الدفاع. شارك مع منتخب بنغلاديش تحت 23 سنة لكرة القدم ومنتخب بنغلاديش لكرة القدم. أما مع النوادي، فقد لعب مع نادي شيخ جمال دهانموندي وMuktijoddha Sangsad KC ‏ وأتلتيكو كلكتا وAbahani Limited Dhaka ‏ والشيخ رسل كريه شقرا ‏ وChittagong Abahani Limited ‏ وMohammedan SC (Dhaka) ‏ وBrothers Union ‏.

## روابط خارجية
- مأمون الإسلام على موقع إي إس بي إن إف سي (الإنجليزية)
- مأمون الإسلام على موقع قاعدة بيانات كرة القدم.إي يو (الإنجليزية)
- مأمون الإسلام على موقع ناشيونال فوتبول تيمز (الإنجليزية)
- مأمون الإسلام على موقع Soccerway.com (الإنجليزية)
- مأمون الإسلام على موقع عالم كرة القدم.نت (الإنجليزية)